# Nikołaj Kłado
Nikołaj Ławrientiewicz Kłado (ros. Николай Лаврентьевич Кладо, ur. 1862, zm. 10 lipca 1919 w Petersburgu) – oficer Marynarki Wojennej Imperium Rosyjskiego, historyk i teoretyk wojskowości.

## Życiorys
Po ukończeniu Nikołajewskiej Akademii Morskiej w Petersburgu w 1886 roku, Nikołaj Kłado służył między innymi w rosyjskiej Eskadrze Oceanu Spokojnego. Odbył również staż zagraniczny na pokładzie francuskiego krążownika pancernego „Latouche-Tréville”. Od 1895 roku wykładał historię i taktykę wojny morskiej. Po wybuchu wojny rosyjsko-japońskiej, w lecie 1904 roku, opublikował szereg artykułów w prasie rosyjskiej, popierając pomysł wysłania na Daleki Wschód okrętów Floty Bałtyckiej. Po organizacji tzw. Drugiej Eskadry Pacyfiku wszedł w skład sztabu jej dowódcy, admirała Zinowija Rożestwienskiego. Po incydencie hullskim pozostał w Europie, aby reprezentować swego przełożonego przed Międzynarodową Komisją Śledczą.
Po zakończeniu wojny Nikołaj Kłado opublikował bardzo krytyczną analizę działań floty rosyjskiej na Dalekim Wschodzie. Było to później powodem jego odejścia ze służby czynnej. W 1910 roku został wykładowcą strategii na Akademii Morskiej. Opublikował około stu prac dotyczących teorii i historii wojny na morzu, tłumaczył także na rosyjski dzieła Alfreda T. Mahana. Od 1917 roku do swojej śmierci dwa lata później pełnił obowiązki komendanta Akademii Morskiej w Petersburgu.